# Fumando espero (canción)
Fumando espero es un tango compuesto en 1922, con música de Juan Viladomat Masanas y letra de Félix Garzo. Fue grabado en su primera versión por Ramoncita Rovira en 1924. Posteriormente por Ignacio Corsini, Libertad Lamarque, Argentino Ledesma e Imperio Argentina, Pilar Arcos, entre otros muchos. La versión más conocida en España es la de Sara Montiel en su película El último cuplé, dirigida por Juan de Orduña en 1957.

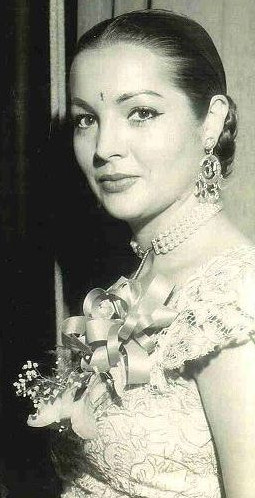
Sara Montiel.

## La versión de Sara Montiel
La versión de Sara Montiel no incluye una estrofa de la letra original en la que figuran unos versos que son una clara alusión al cigarrillo que muchas personas solían fumar después de hacer el amor:

(...) Tras la batalla
en que el amor estalla,
un cigarrillo
es siempre un descansillo
y aunque parece
que el cuerpo languidece,
tras el cigarro crece
su fuerza, su vigor. (...)

Es muy probable que la ausencia de estos versos haya sido debida a la censura franquista.